# Johann David Passavant
Johann David Passavant, né le 18 septembre 1787 à Francfort-sur-le-Main où il est mort le 17 août 1861, est un peintre allemand, également conservateur de musée et historien de l'art.

## Biographie
Son intérêt pour les arts se révèle dans sa correspondance avec Franz Pforr, peintre membre du mouvement nazaréen.
Venu en 1809 à Paris pour affaires, il retourne dans sa ville natale en 1824 pour se consacrer à l'histoire de l'art. En 1839, il est nommé conservateur du Städelsches Kunstinstitut de Francfort, dont il enrichit considérablement les collections et où il organise plusieurs expositions.

## Ouvrages
- Kunstreise durch England und Belgien, nebst einem Bericht über den Bau des Domthurms zu Frankfurt am Main, 1833

- Rafael von Urbino und sein Vater Giovanni Santi, 3 vol., 1839

- Verzeichniss der öffentlich ausgestellten Kunst-Gegenstände des Städel'schen Kunst-Instituts, Frankfurt a. M., Druck von C. Koenitzer, 1844
- Le Peintre-Graveur, Leipzig : R. Weigel, 6 tomes en 3 vol., 1860-1864[2]

## Œuvres
- La Sainte Famille avec Élisabeth et Jean (1819), Staadtische Galerie im Staadelschen Kunstinstitut, Francfort
- La Visitation, le Christ et le Samaritain (v. 1820), Neue Nationalgalerie, Berlin